# Comuna Velîka Obuhivka, Mirhorod
Velîka Obuhivka (în ucraineană Велика Обухівка) este o comună în raionul Mirhorod, regiunea Poltava, Ucraina, formată din satele Koșove, Panasivka, Sakalivka și Velîka Obuhivka (reședința).

## Demografie
Componența lingvistică a comunei Velîka Obuhivka
     Ucraineană (97,44%)
     Rusă (2,44%)
     Alte limbi (0,12%)
Conform recensământului din 2001, majoritatea populației comunei Velîka Obuhivka era vorbitoare de ucraineană (97,44%), existând în minoritate și vorbitori de rusă (2,44%).